# Geoagiu-Băi, Hunedoara
Geoagiu-Băi este un sat ce aparține orașului Geoagiu din județul Hunedoara, Transilvania, România.
Din punct de vedere administrativ, stațiunea balneo-climaterică Geoagiu-Băi este componentă a orașului Geoagiu, fiind situată la 6 km. de orașul reședință.

## Generalități
Este o stațiune balneoclimaterică permanentă situată la 18 km nord de Orăștie și 46 km nord-est de Municipiul Deva, într-o zonă deluroasă, la o altitudine de 350 m, situată în depresiunea omonimă de la poalele de SE ale Munților Metaliferi, la confluența râului Geoagiu cu Mureșul. Satul Geoagiu Băi a fost atestat documentar în anul 1805. 
În anul 1885 s-au înregistrat aproape 900 de vizitatori veniți la cură balneară. 
Clima este continentală moderată, fără vânturi și geruri mari. Temperatura medie anuală 9,8 grade C.
Factorii naturali de cură constau în ape minerale alcaline, ușor sulfuroase, bicarbonatate, magneziene, mezotermale și termale (29 – 32 grade C); nămol de turbă, feruginos, climat sedativ. 
Indicații terapeutice: Afecțiuni ale aparatului locomotor (reumatism, nevralgii); afecțiuni ginecologice, boli de nuriție și metabolice; afecțiuni dermatologice hepatită, colicistită cronică.
Aerul ozonat și mereu împrospătat de brizele montane recomandă stațiunea și pentru tratamentul unor boli ale sistemului nervos, în stări de oboseală, surmenaj, anemii, nevroze.

## Istoric
Pe vremea romanilor, Băile Geoagiu erau cunoscute sub denumirea de „Thermae Germisara“ sau „Germisara cum thermis“. Băile termale romane (Germisara) se păstrează aproape în aceeași formă ca și în antichitate, fiind construite în actuala localitate Geoagiu Băi, într-un promontoriu circular cu diametrul de 90-95 m. Băile au funcționat în două faze (Germisara și ulterior Termele Dodonei). În anul 1935, la săparea bazinului mic din actualul ștrand cu ape termale, au fost dezgropate statuile reprezentându-i pe Esculap (Aesculap) și Egeea (Hygeea), care stau mărturie vieții intense din acele timpuri.
Aici este atestat și un templu dedicat Nimfelor, dar și depuneri de altare, statui, monede și obiecte din metal prețios (șapte plăcuțe votive din aur).
După retragerea romanilor, până în Evul Mediu nu se regăsesc datele referitoare la Băile Geoagiu, fiind de presupus că au fost lăsate în părăsire. Primele mențiuni referitoare la epoca feudală provin de la Geovan Andrea Gromo, mercenar italian, comandant al gărzii principelui Ioan Sigismund Zápolya, care consemnează refacerea băilor la mijlocul sec. 16 de către regina Isabela, soția lui Ioan Sigismund Zápolya, regele Ungariei: “a înființat acolo niște băi plăcute, pe care regele le folosește adeseori”.
Pastorul german Conrad Iacob Hiltebrandt din Stetin vizitează băile între 1656-1658, consemnând în jurnalul său, printre altele “apa venea dintr-un deal pe o câmpie și era potrivit de caldă (…). Acolo unde cădea apa cu repeziciune, se afla o stânca îngustă de piatră, unde puteau ședea două persoane spate în spate iar jos era un spațiu mare, în formă de dreptunghi, în care se putea înota, cu apa până aproape de gât (…). Romanii se scăldau adeseori aici”.

## Obiective turistice
- Apele mezotermale Geoagiu-Băi. Este o rezervație naturală de tip mixt, categoria a IV-a, în suprafata de 8ha, situată în nordul stațiunii balneoclimaterice Geoagiu-Băi, reprezentând un comlpex forestier de valoare de protecție a izvoarelor de apă termală din zonă[5]. Prin Legea nr. 5 din 6 martie 2000 a fost inclusă în categoria "Rezervații și monumente ale naturii"[6].
- Cascada (vezi galeria de imagini)
- Castrul roman Germisara (denumit ulterior "Thermae Dodonae"), fost castru de unitate auxiliară, alături de o așezare civilă, ambele localizate la sud de satul Cigmău, în imediata apropiere de localitatea Geoagiu.[7]
- Drumul roman, din care o porțiune este deosebit de bine conservată în paralel cu drumul ce leagă stațiunea Geoagiu-Băi de cătunul Poienari. (vezi galeria de imagini)
- Băile Termale Romane (Germisara). (vezi galeria de imagini)
- Biserica Tip "Rotondă" din Geoagiu Băi (Capela romanică din Geoagiu), edificată probabil pe la sfârșitul secolului XI, începutul secolului al XII-lea, din cărămidă romană în asociație cu o cantitate mai redusă de piatră de râu. Are o navă circulară cu diametrul interior de 5,5 m, continuată spre răsărit cu o absidă semicirculară lungă de 2 m, care are o deschidere de 3 m înspre navă. Lungimea construcției pe axa E - V este de 7 m în interior și de 9 m în exterior.[8]
- Ștrandul cu ape termale. Are trei bazine cu apă termală: un bazin mic, cu adâncimea de 1,6 metri, un bazin mijlociu, a cărui adâncime crește de la 1,6 metri la 3 metri, în dreptul trambulinelor, și bazinul olimpic, singurul din Transilvania, de 2,4 metri adâncime. Apa din bazine are o temperatură de 32-33 de grade celsius[9].
- Biserica ortodoxă „Adormirea Maicii Domnului” construită în 1932. Consolidată, renovată și resfințită la 21 noiembrie 2010.[10]

## Distincții
- În anul 2008, Geoagiu-Băi a fost clasificată ca stațiune turistică de interes național[11].
- La 27 septembrie 2010, stațiunea Geoagiu-Băi a primit, la Bruxelles, titlul de Destinație turistică de excelență a României, în cadrul Galei Premiilor EDEN 2010, organizată cu ocazia Zilei Europene a Turismului[12].

## Galerie de imagini

Geoagiu-Băi - Cascada (2007)
Geoagiu-Băi - Vedere (2007)
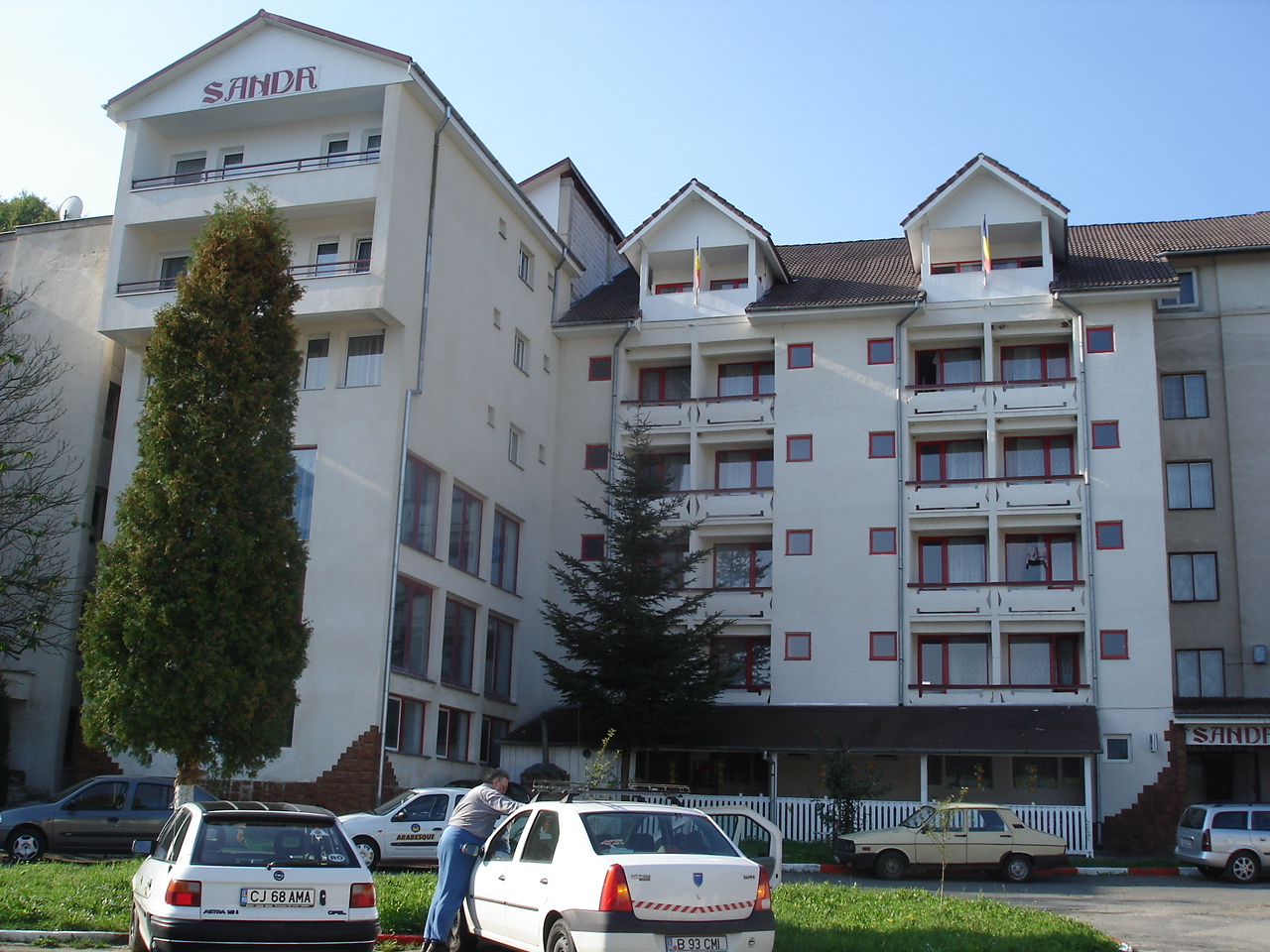
Geoagiu-Băi - Vila Sanda (2007)
Geoagiu-Băi - Intrarea în baia romană antică (Germisara)
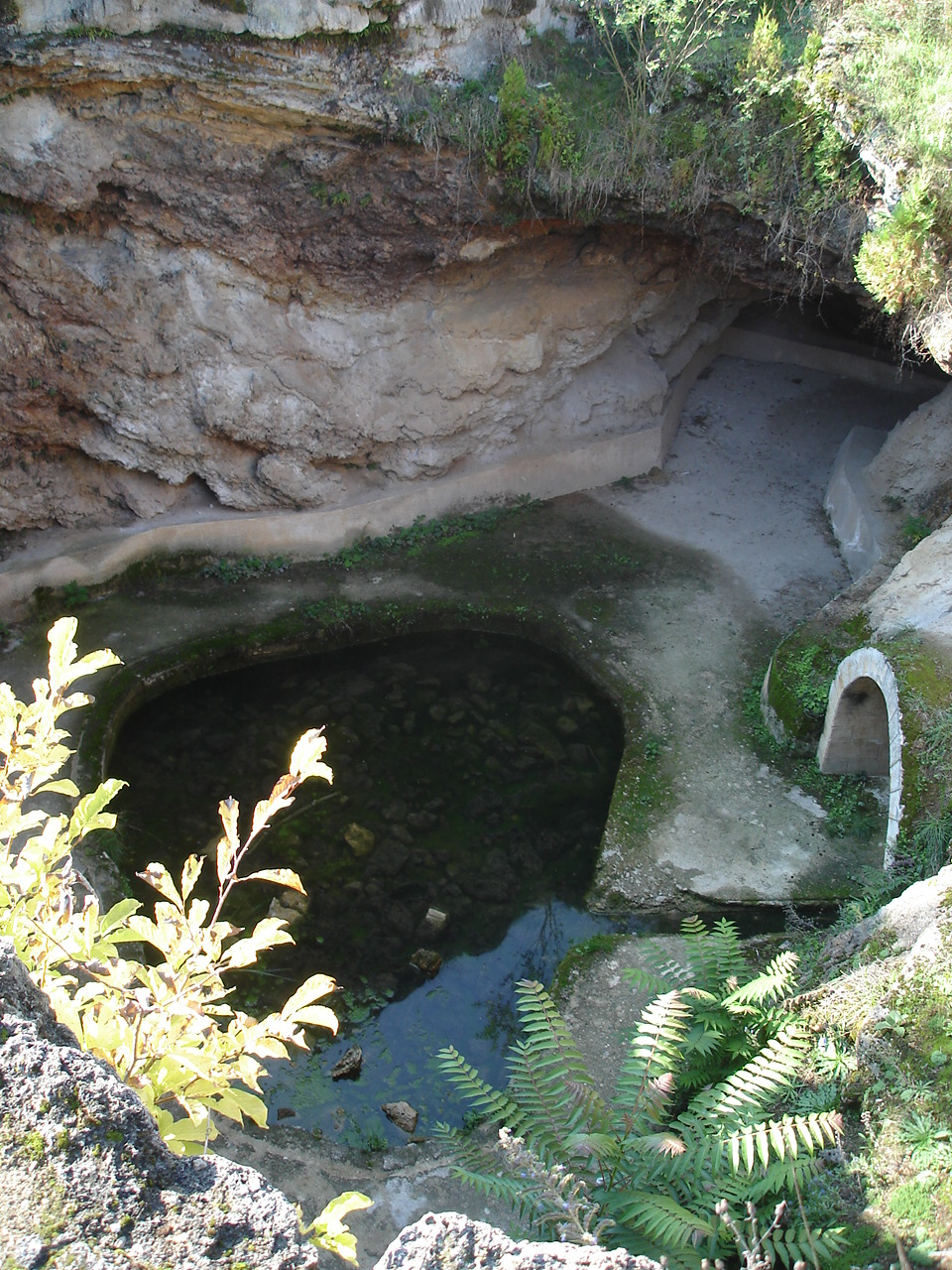
Geoagiu-Băi - Baia romană antică (Germisara)
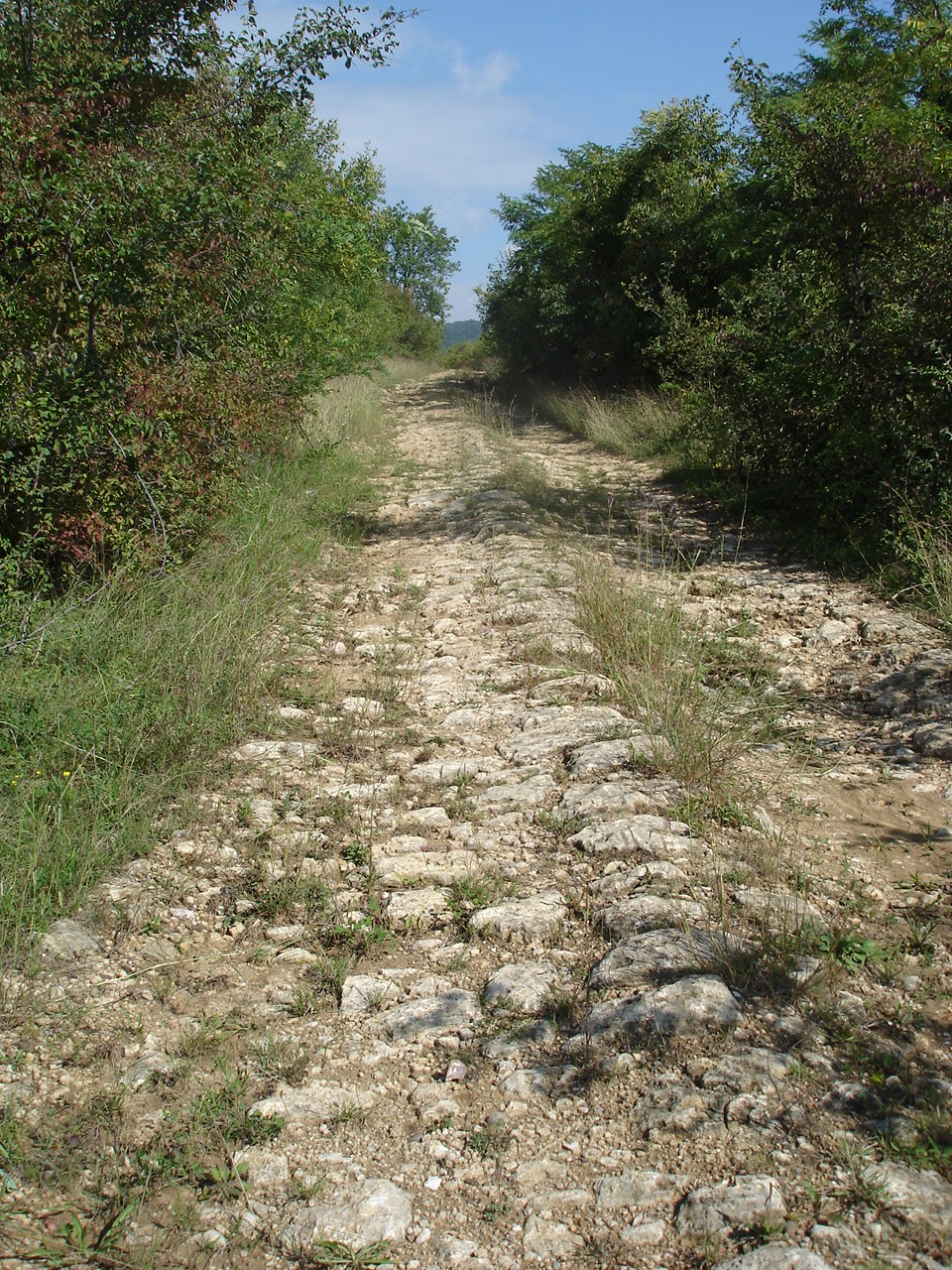
Geoagiu-Băi - Porțiune din vechiul drum roman, care avea rol de legătură cu castrul roman de la Cigmău, fiind un drum pavat cu dale poligonale (latină via silica strata) iar în unele locuri arheologii au descoperit ca adâncimea drumului are şi 70 cm, fapt care explică păstrarea intactă până acum. Drumul era prevăzut şi cu rigole care colectau apele pluviale. Porțiunea bine conservată, cu lungimea de 165 m, din vechiul drum roman se află în paralel cu drumul ce leagă stațiunea Geoagiu-Băi de cătunul Poienari. A fost declarată monument istoric cu Cod LMI: HD-I-s-A-03186 Datare: secol II – III p. Chr